# 咸虾花
咸虾花（学名：Vernonia patula）是菊科斑鸠菊属的植物。分布于台湾岛、中南半岛、印度、菲律宾、印度尼西亚以及中国大陆的广东、贵州、广西、福建、云南等地，生长于海拔160米至800米的地区，多生于田边、荒坡旷野以及路旁。

## 别名
大叶咸虾花（广州） 狗仔菜（海南） 展叶斑鸠菊（广西）